# Піженькаси
Піженька́си (рос. Пиженькасы, чув. Пишенкасси) — присілок у складі Козловського району Чувашії, Росія. Входить до складу Андрієво-Базарського сільського поселення.
Населення — 88 осіб (2010; 118 у 2002).
Національний склад:
- чуваші — 100 %